# Panamerikanische Spiele 2023/Ringen
Bei den Panamerikanischen Spielen 2023 in der chilenischen Hauptstadt Santiago de Chile fanden vom 1. bis 4. November 2023 im Ringen insgesamt 18 Wettbewerbe statt, davon zwölf bei den Männern und sechs bei den Frauen. Austragungsort war das Olympic Training Center.
Erfolgreichste Nation war Kuba, dessen Sportler acht Gold-, fünf Silber- und drei Bronzemedaillen gewannen. Damit sicherten sie sich auch die meisten Medaillen aller gestarteten Nationen. Dahinter folgten mit unter anderem sieben Goldmedaillen die Vereinigten Staaten.

## Bilanz

### Medaillenspiegel
| Platz  | Land               | Gold | Silber | Bronze | Gesamt |
| ------ | ------------------ | ---- | ------ | ------ | ------ |
| 1      | Kuba               | 8    | 5      | 3      | 16     |
| 2      | Vereinigte Staaten | 7    | 3      | 1      | 11     |
| 3      | Brasilien          | 2    | 1      | 1      | 4      |
| 4      | Ecuador            | 1    | 1      | 4      | 6      |
| 5      | Venezuela          | —    | 4      | 8      | 12     |
| 6      | Kolumbien          | —    | 3      | 3      | 6      |
| 7      | Kanada             | —    | 1      | 4      | 5      |
| 8      | Chile              | —    | —      | 3      | 3      |
| 9      | Argentinien        | —    | —      | 2      | 2      |
| 9      | Puerto Rico        | —    | —      | 2      | 2      |
| 11     | Honduras           | —    | —      | 1      | 1      |
| 11     | Jamaika            | —    | —      | 1      | 1      |
| 11     | Mexiko             | —    | —      | 1      | 1      |
| 11     | Peru               | —    | —      | 1      | 1      |
| Gesamt | Gesamt             | 18   | 18     | 35     | 48     |

### Medaillengewinner
Männer
| Disziplin                 | Gold                 | Silber           | Bronze                          |
| ------------------------- | -------------------- | ---------------- | ------------------------------- |
| Freistil                  |                      |                  |                                 |
| Bis 57 kg                 | Zane Richards        | Óscar Tigreros   | Darian Cruz Osmany Diversent    |
| Bis 65 kg                 | Alejandro Valdés     | Nahshon Garrett  | Agustín Destribats Joseph Silva |
| Bis 74 kg                 | Tyler Berger         | Franklin Marén   | Adam Thomson Anthony Montero    |
| Bis 86 kg                 | Yurieski Torreblanca | Mark Hall        | Hunter Lee Pedro Ceballos       |
| Bis 97 kg                 | Kyle Snyder          | Arturo Silot     | Nishan Randhawa Cristian Sarco  |
| Bis 125 kg                | Mason Parris         | José Daniel Díaz | Catriel Muriel Aaron Johnson    |
| Griechisch-römischer Stil |                      |                  |                                 |
| Bis 60 kg                 | Ildar Hafizov        | Kevin de Armas   | Jeremy Peralta Raiber Rodríguez |
| Bis 67 kg                 | Luis Orta            | Julián Horta     | Andrés Montaño Nilton Soto      |
| Bis 77 kg                 | Kamal Bey            | Joílson Júnior   | Yosvanys Peña Emmanuel Benítez  |
| Bis 87 kg                 | Daniel Grégorich     | Luis Avendaño    | Carlos Muñoz José Moreno        |
| Bis 97 kg                 | Gabriel Rosillo      | Luillys Pérez    | Kevin Mejía Igor Alves          |
| Bis 130 kg                | Oscar Pino Hinds     | Cohlton Schultz  | Moisés Pérez Yasmani Acosta     |

Frauen
| Disziplin | Gold             | Silber               | Bronze                            |
| --------- | ---------------- | -------------------- | --------------------------------- |
| Freistil  |                  |                      |                                   |
| Bis 50 kg | Yusneylys Guzmán | Jacqueline Mollocana | Mariana Rojas                     |
| Bis 53 kg | Lucía Yépez      | Laura Herin          | Antonia Valdés Betzabeth Argüello |
| Bis 57 kg | Giullia Penalber | Hannah Taylor        | Angela Alvarez Luisa Valverde     |
| Bis 62 kg | Laís Nunes       | María Santana        | Katherine Rentería Kayla Miracle  |
| Bis 68 kg | Forrest Molinari | Soleymi Caraballo    | Nicoll Parrado Olivia di Bacco    |
| Bis 76 kg | Milaimys Marín   | Tatiana Rentería     | Génesis Reasco María Acosta       |